# Loros

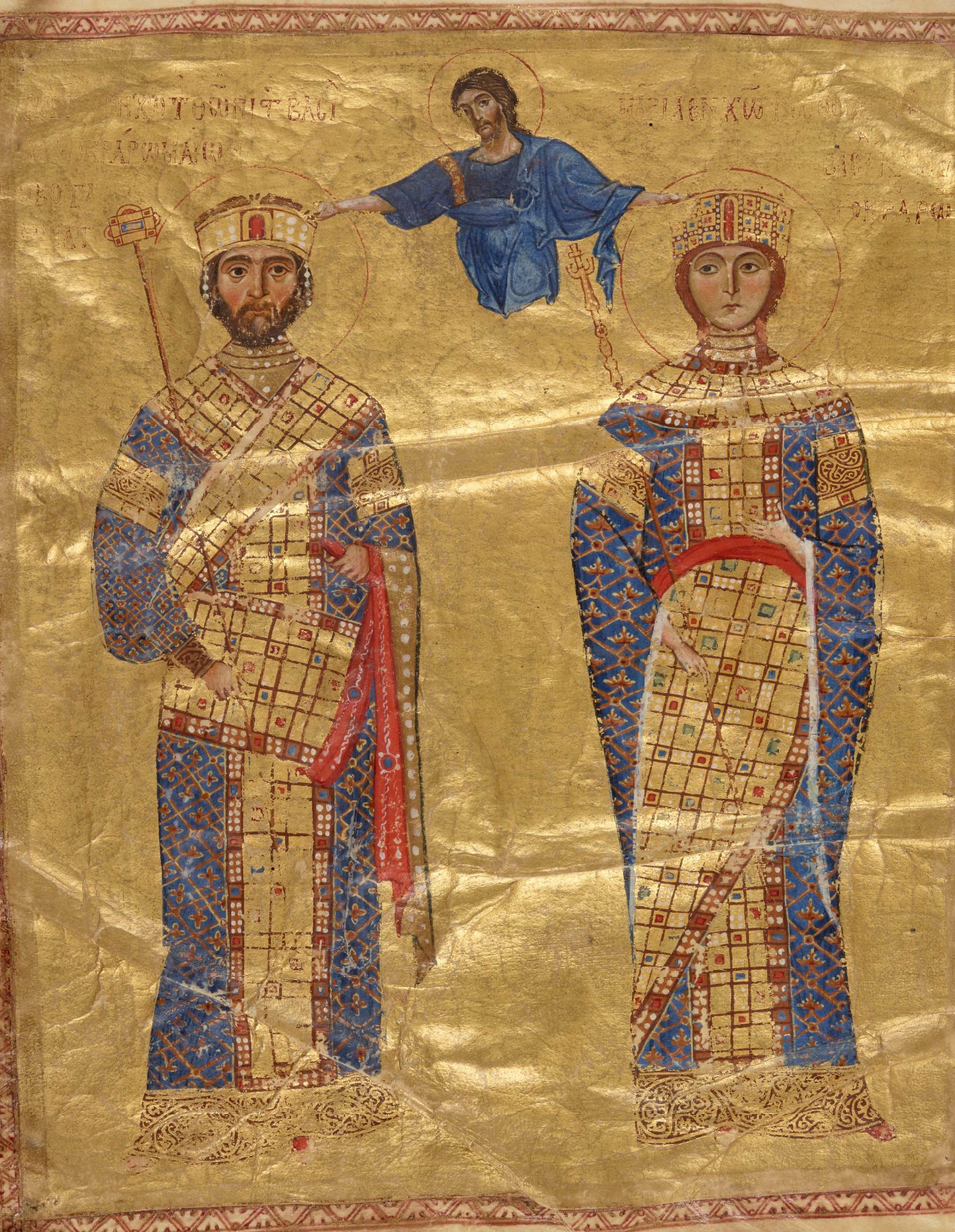
imperador r. e imperatriz Maria de Alânia r. trajando o loros

Loros (em grego: λῶρος; romaniz.: lōros) era uma estola longa, estreita e bordada, cravejada com ouro e pesadamente embelezada com pedras preciosas, que foi envolta em torno do torso e recaiu sobre a mão esquerda. Era uma das mais importantes e distintas partes da indumentária imperial bizantina formal e cerimonial, sendo vestido apenas pela família imperial e alguns dos mais seniores oficiais. Ele desenvolveu-se a partir da trábea triunfal (treabea triumphalis) dos cônsules em versões masculina e feminina. As Fontes bizantinas falam do "costume do loros" com o loros ditando o resto do vestuário imperial. O vestuário imperial menos formal e mais secular, que também foi geralmente utilizado por altos oficiais em ocasiões especiais, era o clâmide.
As primeiras representações do loros são de moedas do reinado de Justiniano II (r. 685-695; 705-711). Nos séculos X-XI adquiriu um novo desenho: o novo loros foi desenvolvido com uma abertura e foi puxado para cima da cabeça. Embora utilizada apenas em ocasiões especiais tais como a Páscoa, o Pentecoste e alguns outros feriados, ele era uma parte integrante do retrato imperial. De acordo com o Sobre as Cerimônias de Constantino VII Porfirogênito (r. 913–959), o loros foi também vestido na Páscoa pelos "doze dignitários", os titulares dos postos de magistro e antípato, bem como pelo eparca de Constantinopla e a zoste patrícia durante as cerimônias de promoções deles.

## Masculino

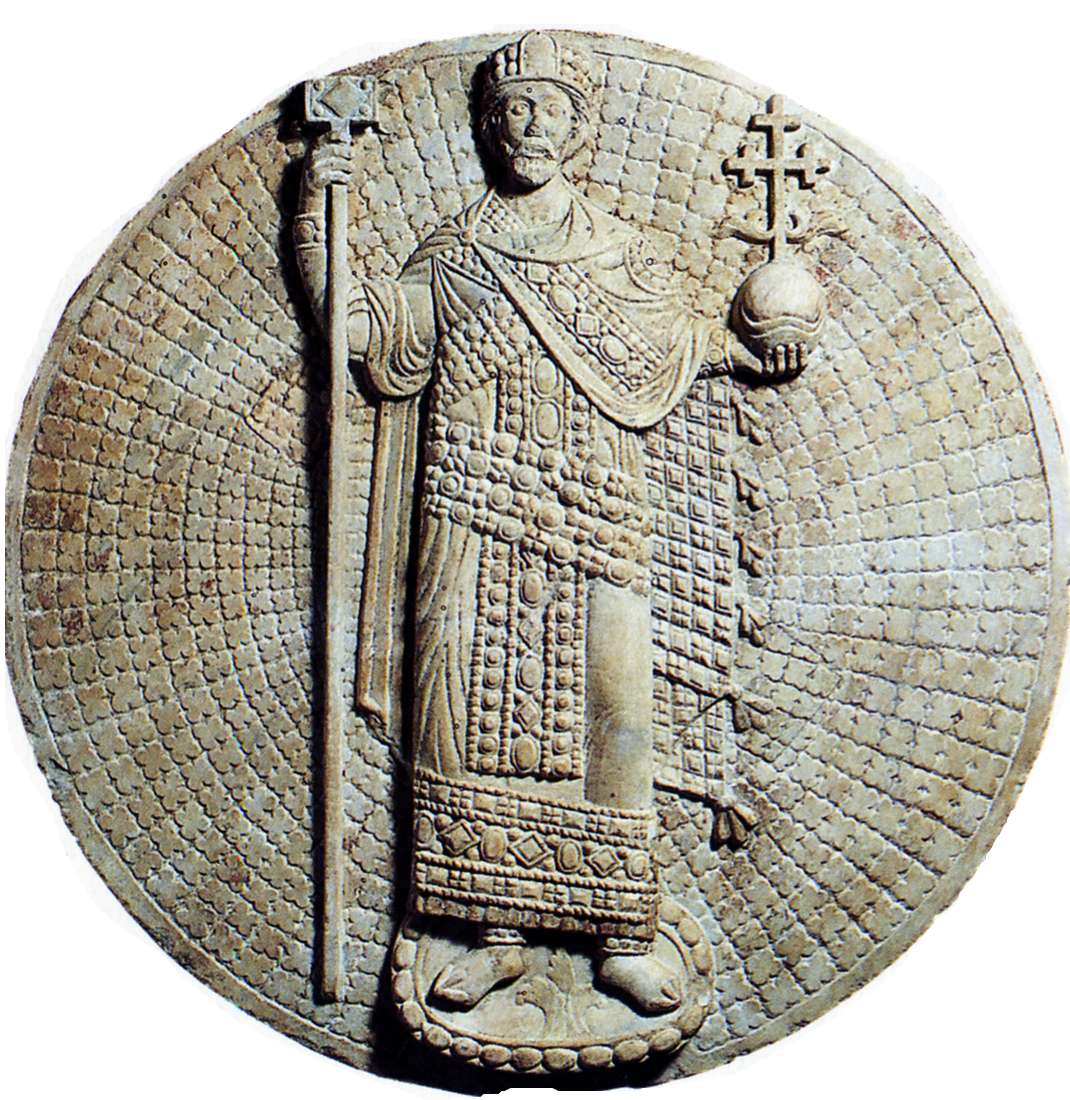
Representação do imperador r.. Embora o relevo é anacronístico e o imperador esteja trajando o loros e clâmide, algo nunca realizado, o invólucro do loros abaixo está esculpido precisamente

As primeiras representações do loros são de moedas do reinado do imperador Justiniano II (r. 685-695; 705-711). Até o século X, o loros masculino esteve envolvido em torno do torso de forma específica, seguindo a antiga trábea. Contudo, cada vez mais desde o século XI, o loros adquiriu um novo desenho. Ele tinha um laço que deu a volta no pescoço e foi puxado por cima da cabeça. Pelo tempo da dinastia comnena, o antigo loros foi completamente abandonado, após um período onde ambos os desenhos foram vistos. Desde o século XIII, ele surgiu em retratos imperiais de outros monarcas ortodoxos, como aqueles da Sérvia, Geórgia e Reino Armênia da Cilícia; na Tetraevangelia búlgara do imperador João Alexandre (r. 1331–1371), o monarca e seu filhos vestem o loros. Pelo século XIV, a tira frontal baixa pode ter sido costurada na túnica por baixo, e o loros pode ter sido chamado uma diadema em vez disso. Apesar das modificações, o loros foi a mais importante parte da indumentária imperial até o fim do império no século XV.
Embora na prática o loros fosse, segundo o Sobre as Cerimônias do imperador Constantino VII Porfirogênito (r. 913–959), trajado apenas em ocasiões excepcionais tais como a Páscoa, Pentecoste e algumas outras celebrações, e a recepção de visitantes estrangeiros importantes, o loros era uma parte integral do retrato imperial. Em períodos anteriores, ele era utilizado em procissões triunfais. Ele também era trajado na Páscoa pelos "12 dignitários", os titulares dos postos de magistro e antípato, bem como pelo eparca de Constantinopla e a zoste patrícia durante as cerimônias de promoções deles. Diz-se que teria simbolizado a sudário de Cristo, com os oficiais como os Doze Apóstolos. Ele também era utilizado por arcanjos na arte bizantina, que espalharam-se na arte medieval do Ocidente, uma vez que eram considerados como os altos oficiais de Deus. Aparentemente o loros não era utilizado pelo imperador em sua coroação, embora foi-lhe entregue no transcurso da cerimônia. Na arte, por outro lado, ele sempre aparece trajando-o enquanto é coroado por Cristo.

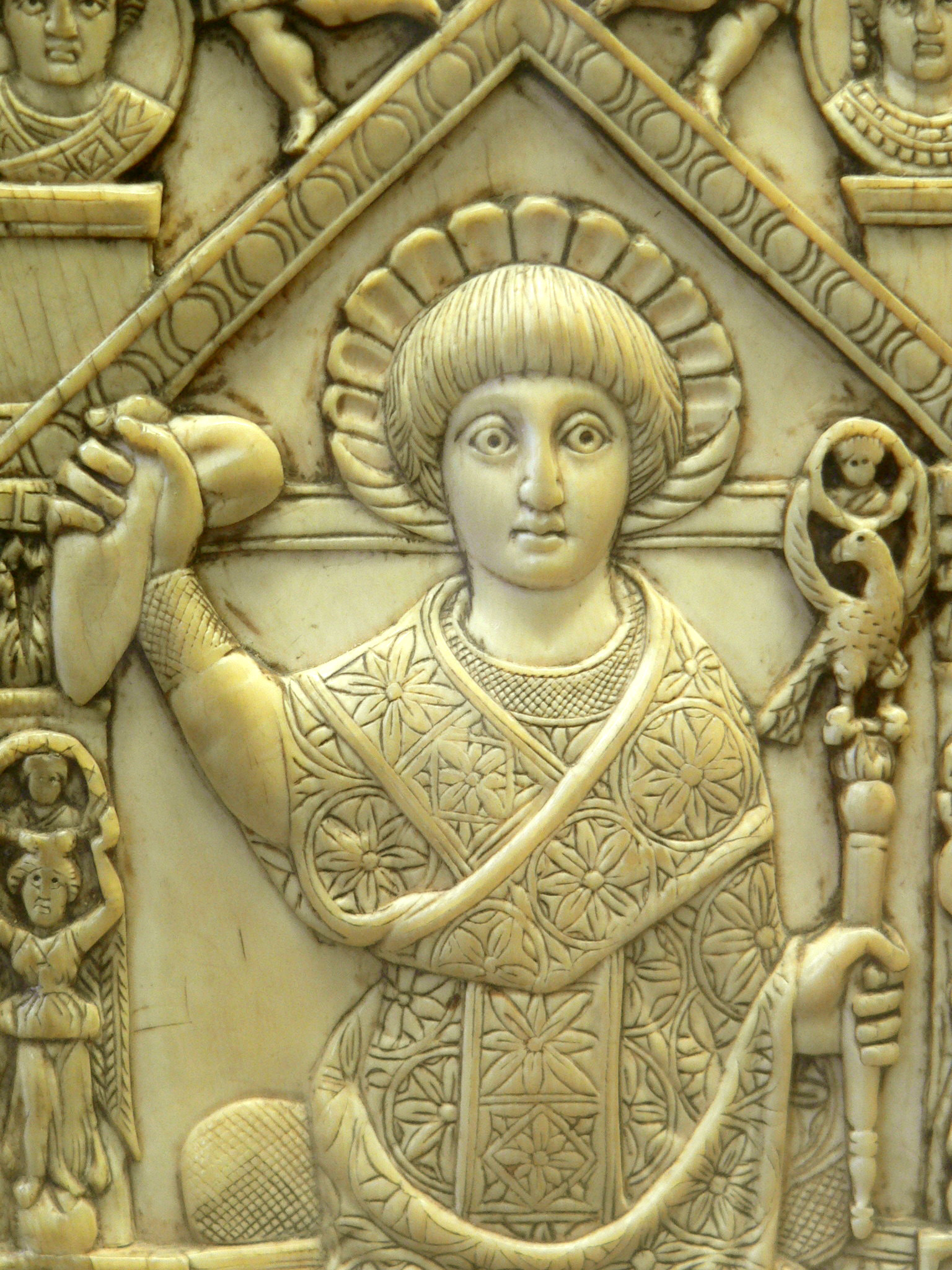
Anastácio trajando a trábea triunfal, ca. 517
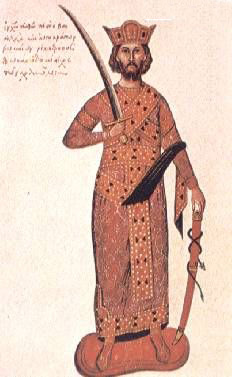
Nicéforo II Focas (r. 963–969), século X
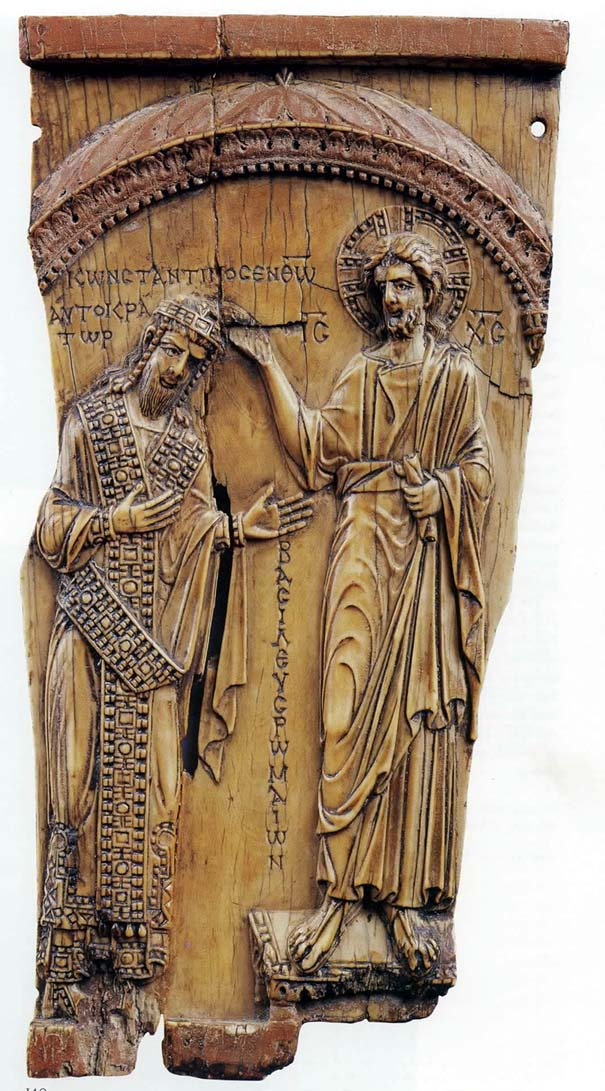
Constantino VII (r. 913–959), ca. 945
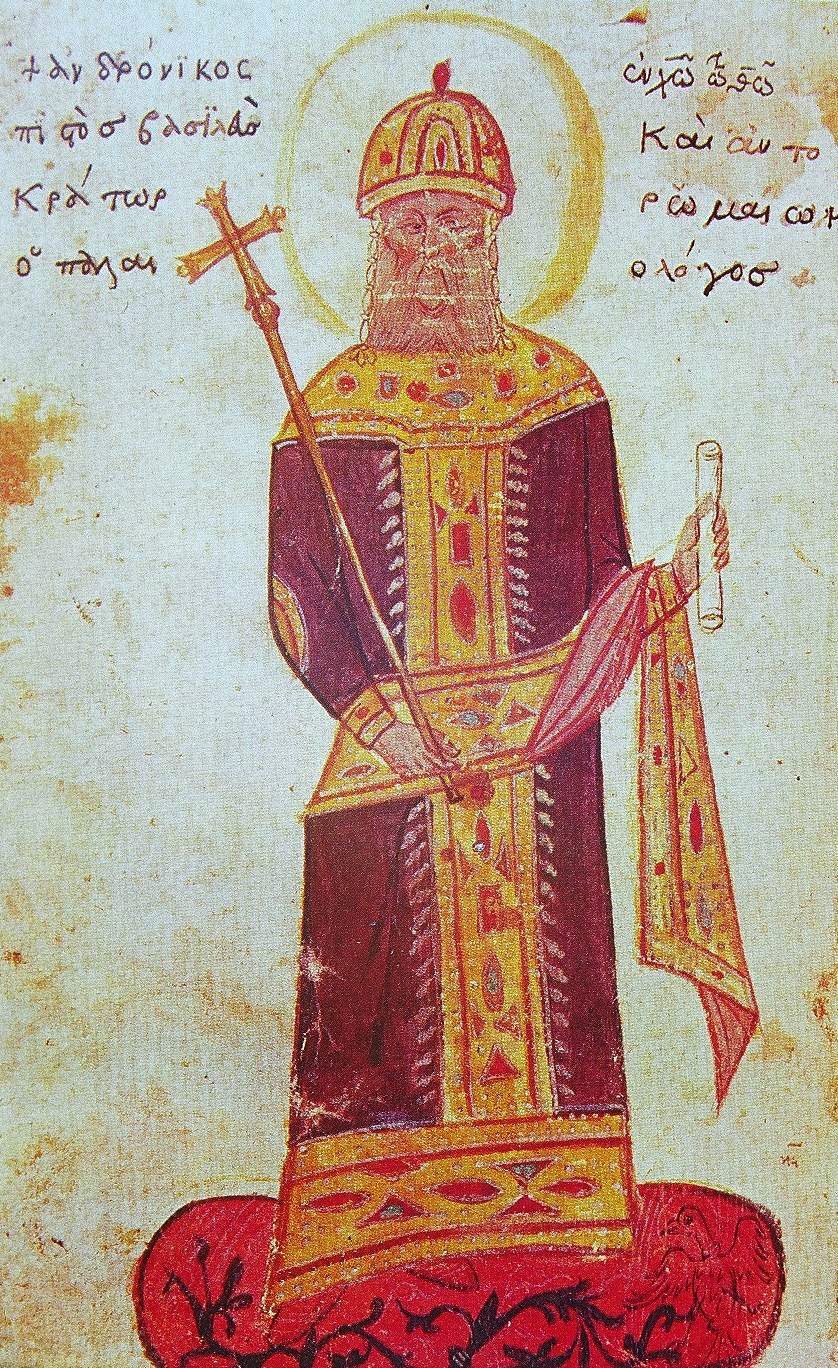
Andrônico II Paleólogo (r. 1272–1328)
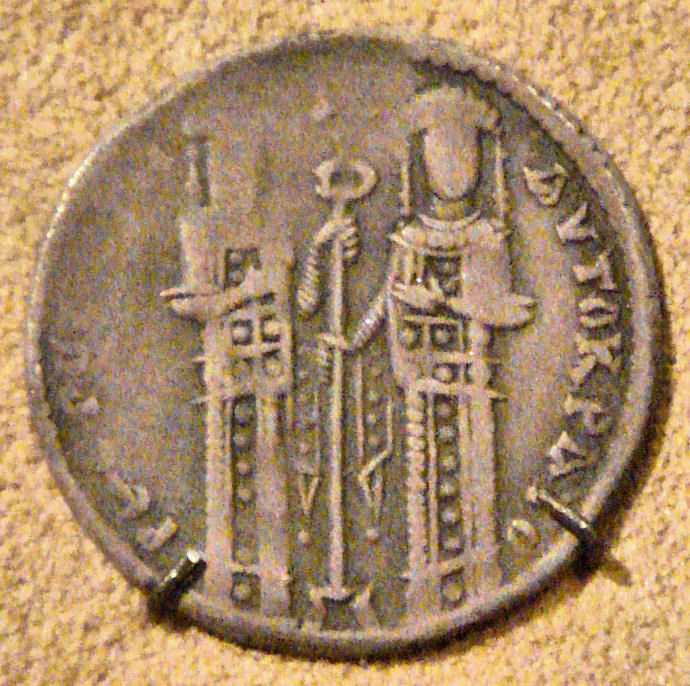
Basílico de Andrônico II e Miguel IX (r. 1294/1295–1320)

## Feminino
Inicialmente, as imperatrizes essencialmente trajaram a mesma forma dos imperadores, mas desde cerca do século IX um novo estilo surgiu. A extremidade pendurada era mais longa e muito mais ampla, e após descer até os tornozelos voltou para cima para ser dobrada sobre o antebraço esquerdo, ou presa ou enfiada no cinto. O final mais amplo tem a aparência de pinturas de um escudo redondo com tampo afinando para a ponta, em um ângulo oblíquo. No século XIII, esta forma de escudo não é mais vista, e o formato feminino retornou para a forma masculina agora modificada que durou pela última fase do império. As imperatrizes também portavam um colarinho "superumeral" com muitas jóias em estilos correspondentes ao loros, e talvez ligado a ele. Era uma vestimenta distintiva das imperatrizes e fora copiado por mulheres de alta classe.

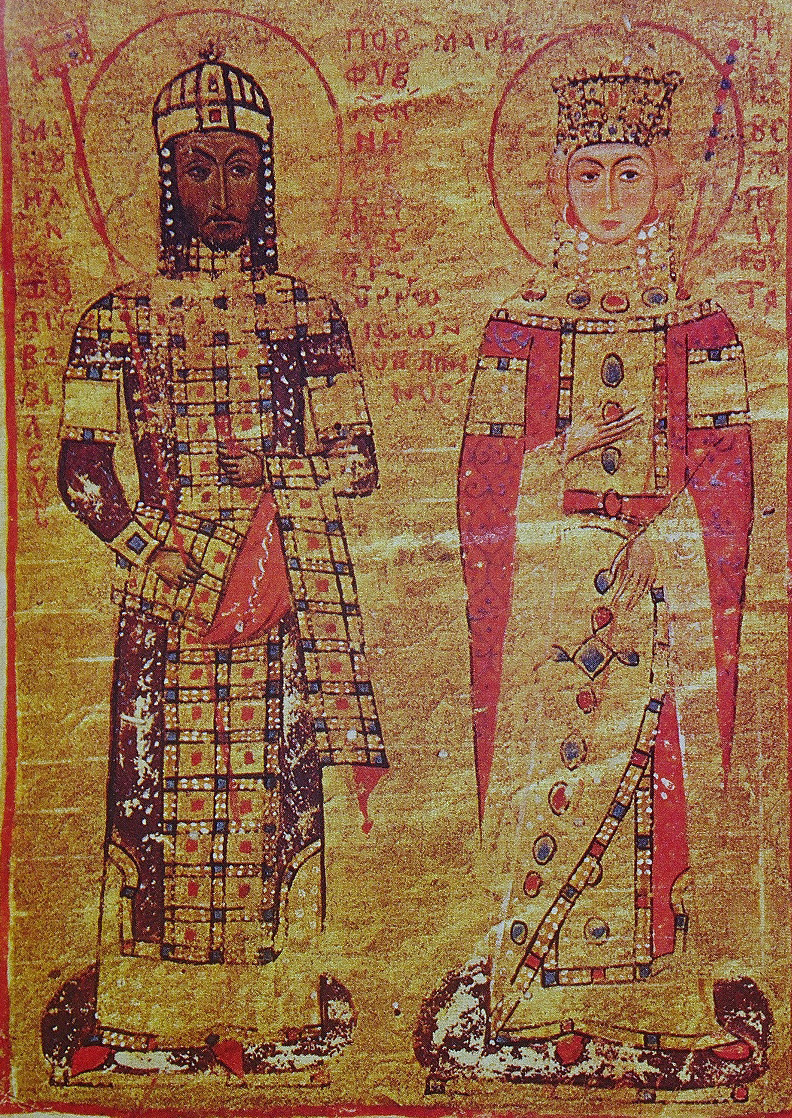
Manuel I Comneno (r. 1143–1180) e Maria de Antioquia (r. 1161–1180), século XII
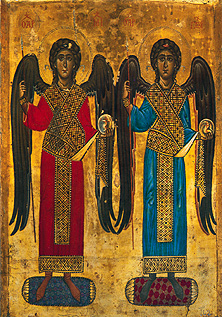
Arcanjos Miguel e Gabriel, século XII, Mosteiro Ortodoxo de Santa Catarina
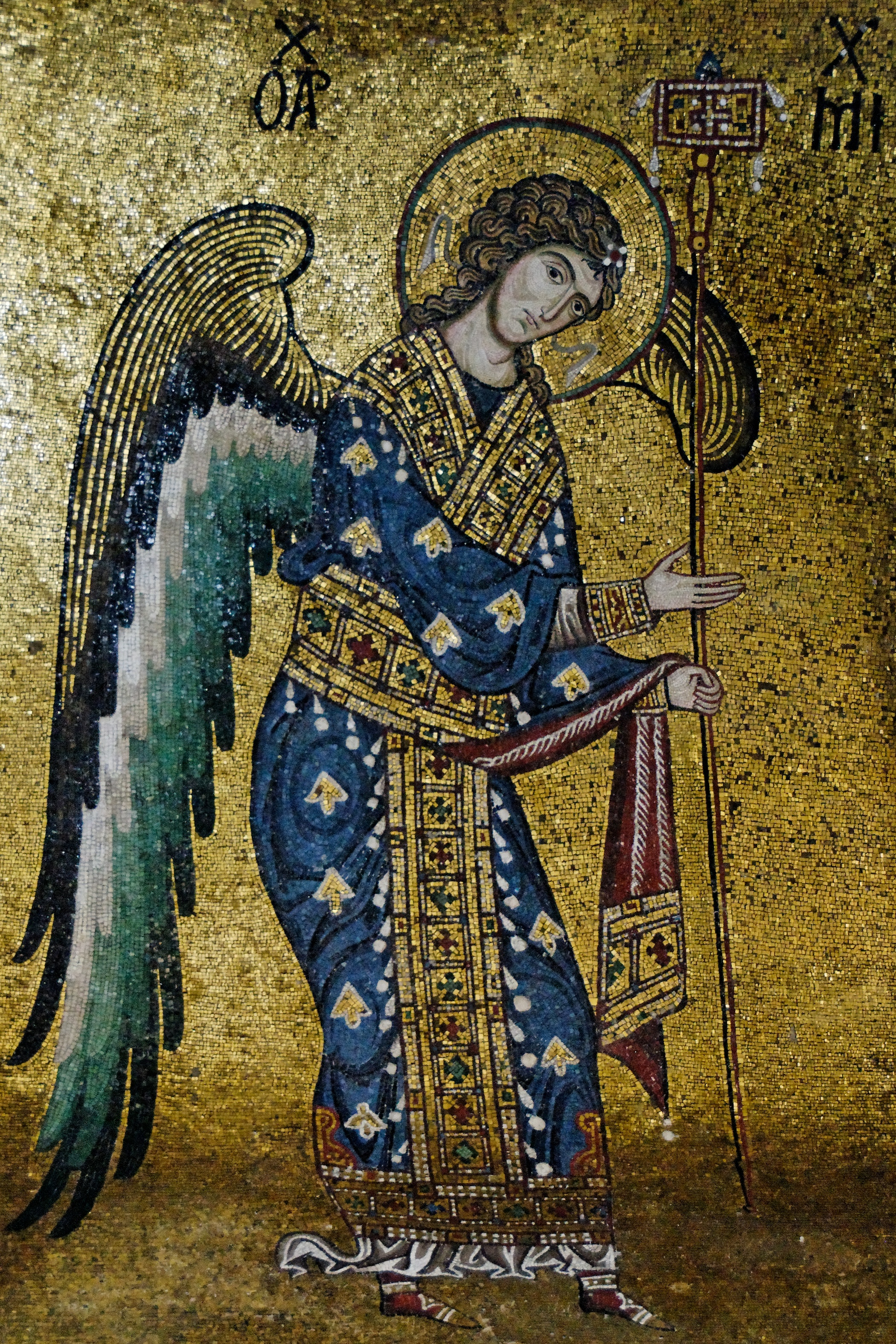
Arcanjo Miguel, Martorana, Sicília
Tetraevangelia de João Alexandre